# کانتون (کانزاس)
کانتون (به انگلیسی: Canton) شهری در ایالت کانزاس کشور ایالات متحده آمریکا است که جمعیت آن در سرشماری سال ۲۰۱۰ میلادی، ۷۴۸ نفر بوده‌است.